# Iacopo Angelo Nelli
Iacopo Angelo Nelli (Siena, 1673 – 1767) è stato un commediografo italiano.
La caratteristica fondamentali delle sue opere fu la fusione di elementi derivati dalla commedia dell'arte e da quella di Molière.
La sua opera più famosa fu La serva padrona (1709), assieme alla commedia La suocera e la nuora (1755), una delle ultime.